# 船橋競馬場駅

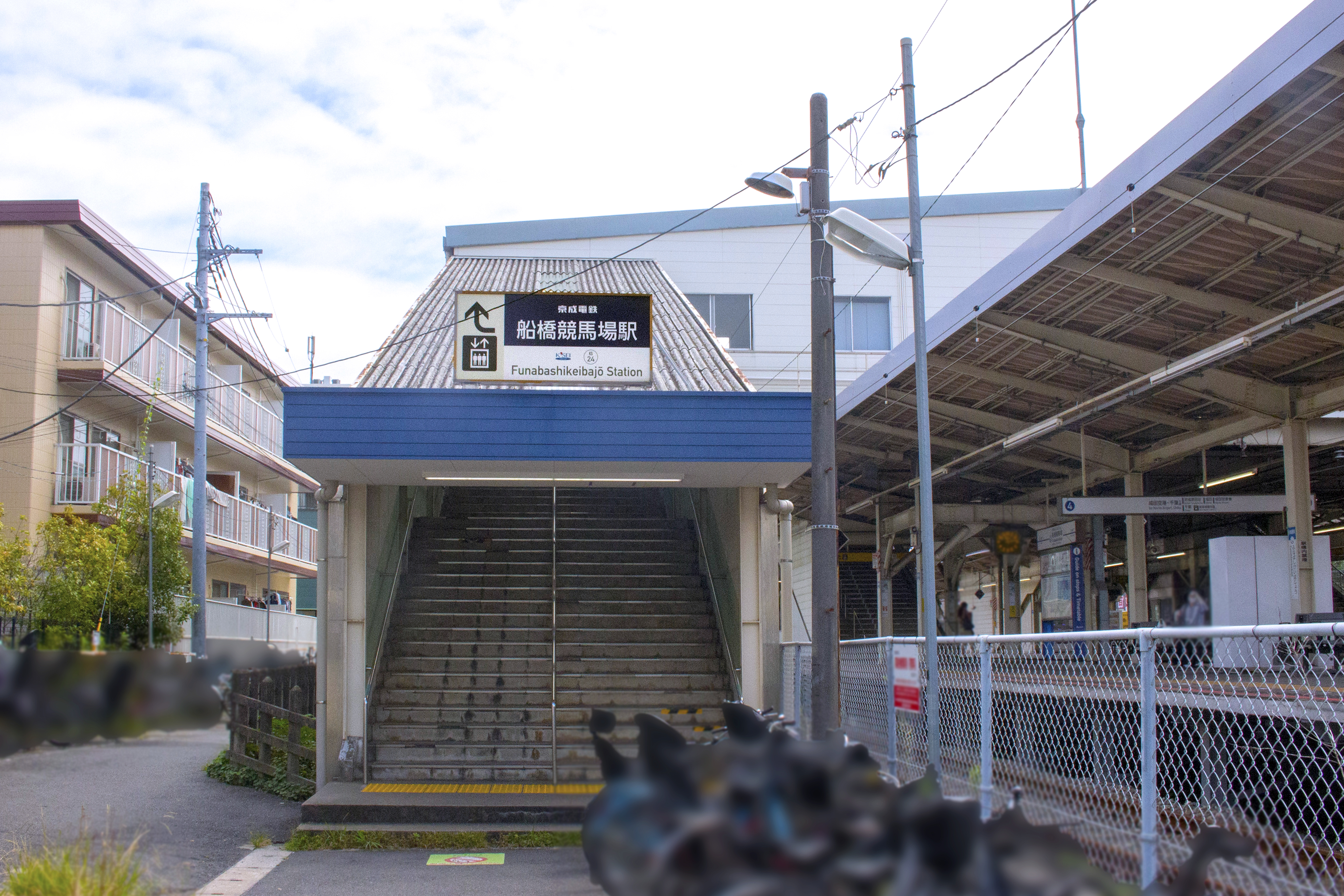
北口（2024年8月）

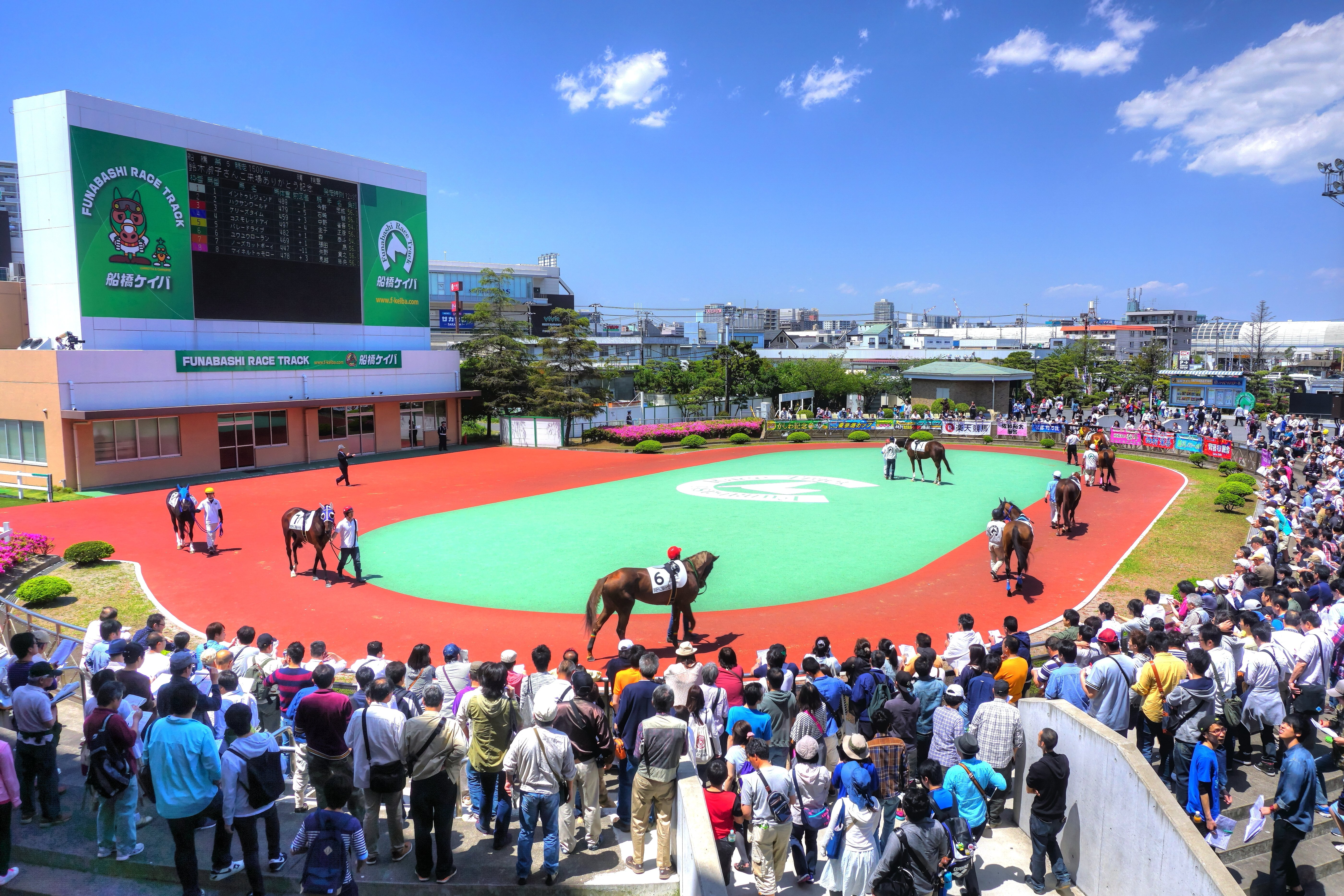
船橋競馬場

船橋競馬場駅（ふなばしけいばじょうえき）は、千葉県船橋市宮本八丁目にある、京成電鉄本線の駅である。駅番号はKS24。

## 歴史
- 1927年（昭和2年）8月21日 - 谷津支線開業時に分岐駅として花輪駅の名で開業[1]。
- 1931年（昭和6年）11月18日 - 京成花輪駅に改称[2]。
- 1934年 (昭和9年) 6月22日 - 谷津支線廃止。
- 1950年（昭和25年）7月5日 - 船橋競馬場前駅に改称[2]。
- 1955年（昭和30年）11月3日 - 後の駅名の「センター」の由来である船橋ヘルスセンターが開業。
- 1963年（昭和38年）12月1日 - センター競馬場前駅に改称[2]。
- 1974年（昭和49年）12月 - 駅前踏切を挟んで谷津方に約150メートル東に移転。橋上駅舎化、島式ホーム（この時は実質相対式ホーム）2面2線となる[1]。
- 1977年（昭和52年）5月5日 - 船橋ヘルスセンターが閉鎖。
- 1978年（昭和53年） - 待避設備が完成。島式ホーム2面4線となる[1]。
- 1987年（昭和62年）4月1日 - 船橋競馬場駅に改称[3]。

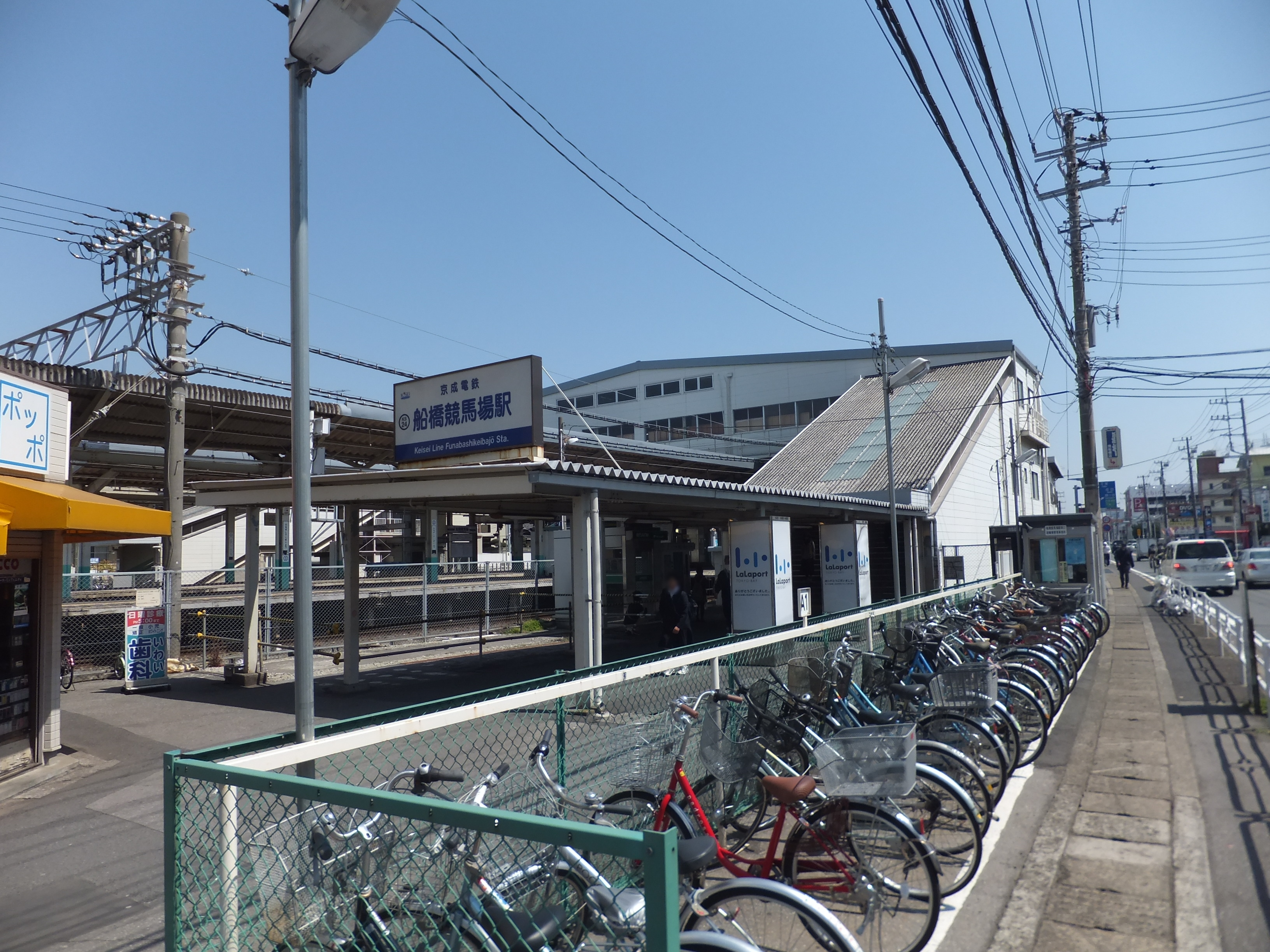
駅名看板更新前の南口（2012年4月）

## 駅構造
島式ホーム2面4線の地上駅で、橋上駅舎を有している。以前は、現行のららぽーとTOKYO-BAYへの無料送迎バス発着所があるあたりに相対式2面2線のホームがあったが、橋上駅舎化する際に現在地へ移設。駅全体がカーブにかかっており、カーブの外側に当たる1番線が本線扱いとなる。そのため上りは通過列車の他、停車列車も優等列車を待避しない場合は1番線を通る。
周辺の競馬場や商業施設に関連して特急が臨時停車することもある。2002年のダイヤ改正までは、この駅以東（京成佐倉駅・京成成田駅方面）を各駅に停車する急行が運転されていた。

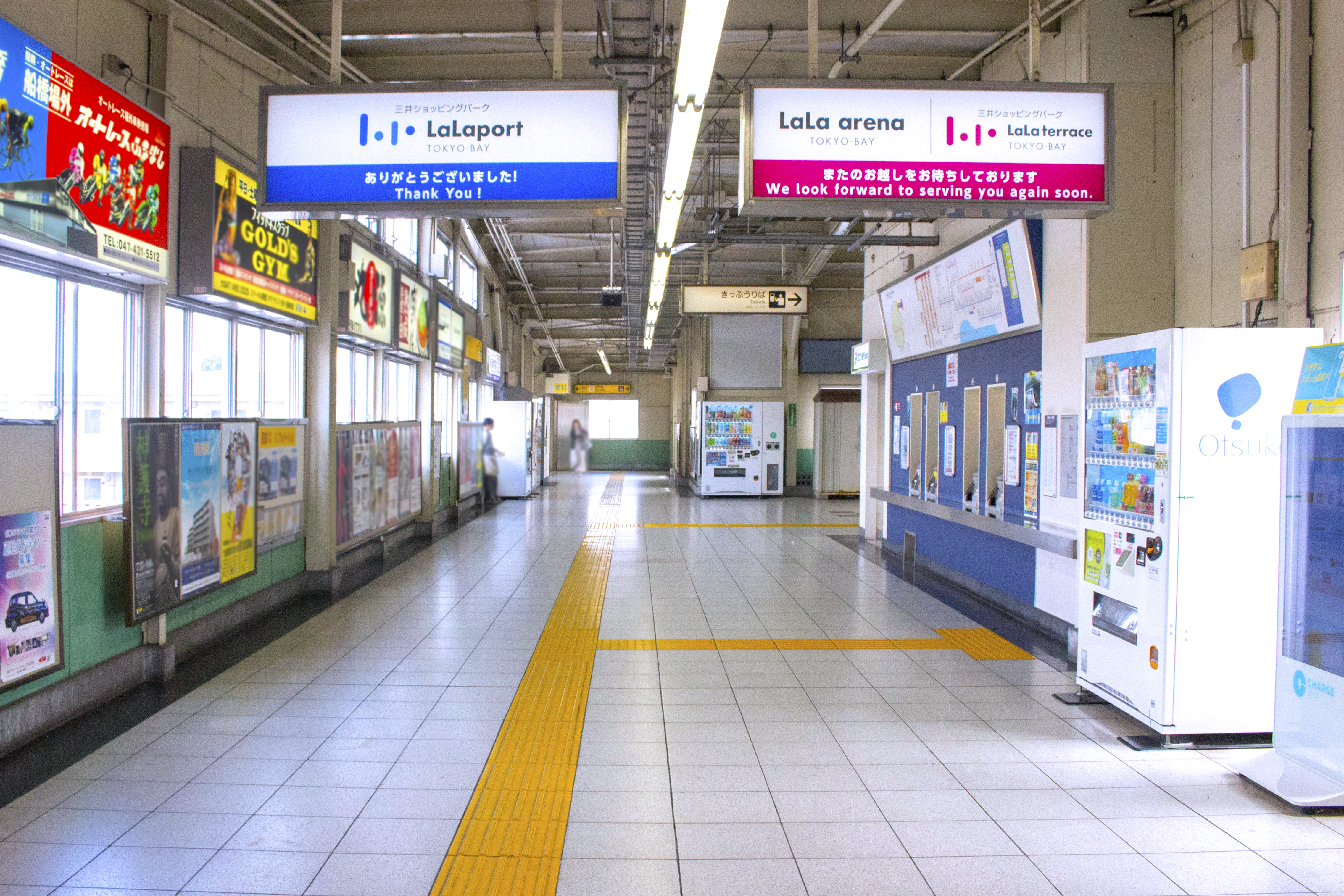
改札外コンコース（2024年8月）
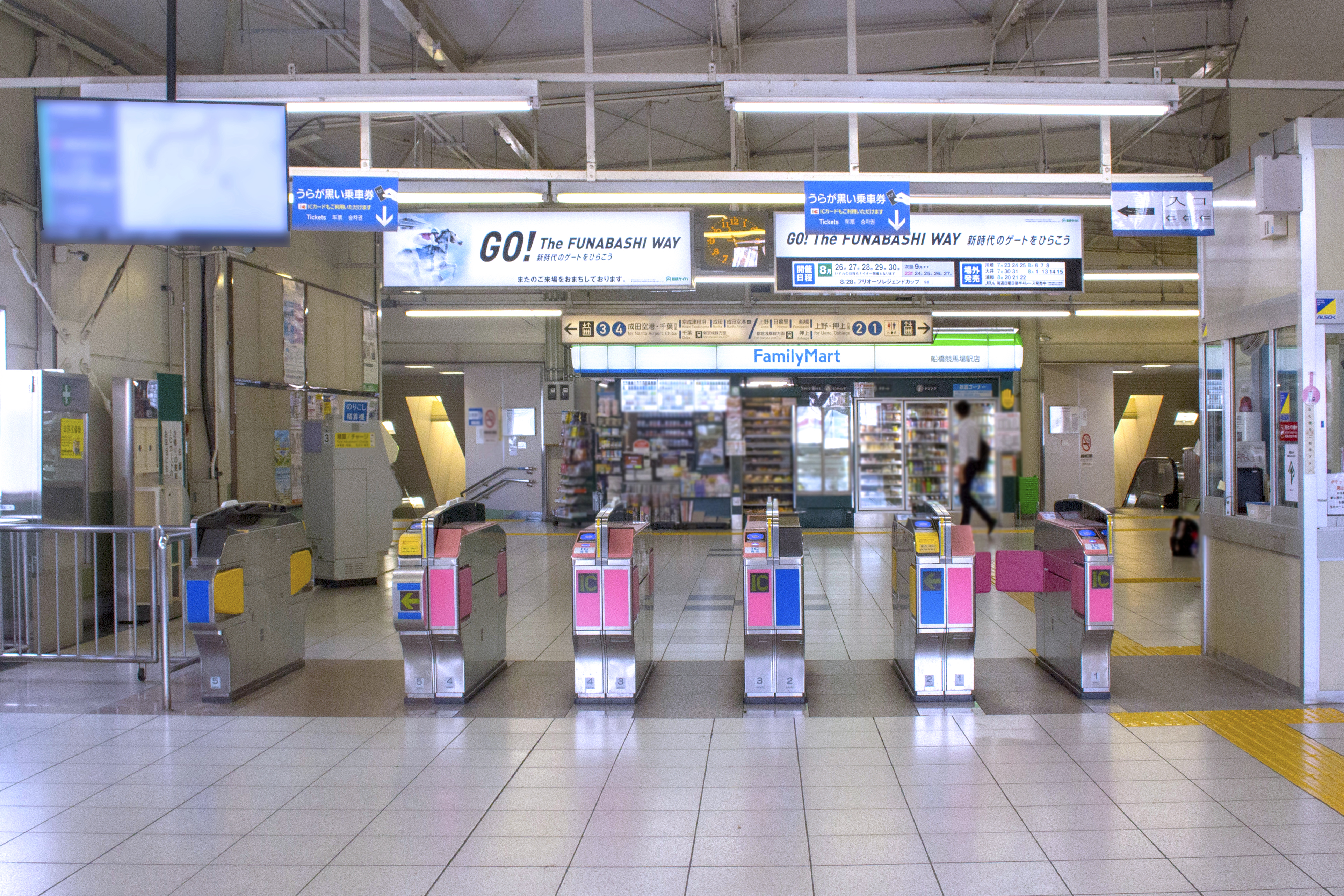
改札口（2024年8月）

### のりば
| 番線 | 路線     | 方向 | 行先                                                   |
| ---- | -------- | ---- | ------------------------------------------------------ |
| 1・2 | 京成本線 | 上り | 京成船橋・日暮里・京成上野・押上・ 都営浅草線方面      |
| 3・4 | 京成本線 | 下り | 京成津田沼・京成成田・ 成田空港・京成千葉・ 松戸線方面 |

- カーブの影響により、奇数番線（1・3番線）が主本線、偶数番線（2・4番線）が待避線となっている。
- 上表の路線名は成田空港線開業後の旅客案内の名称に基づいている。

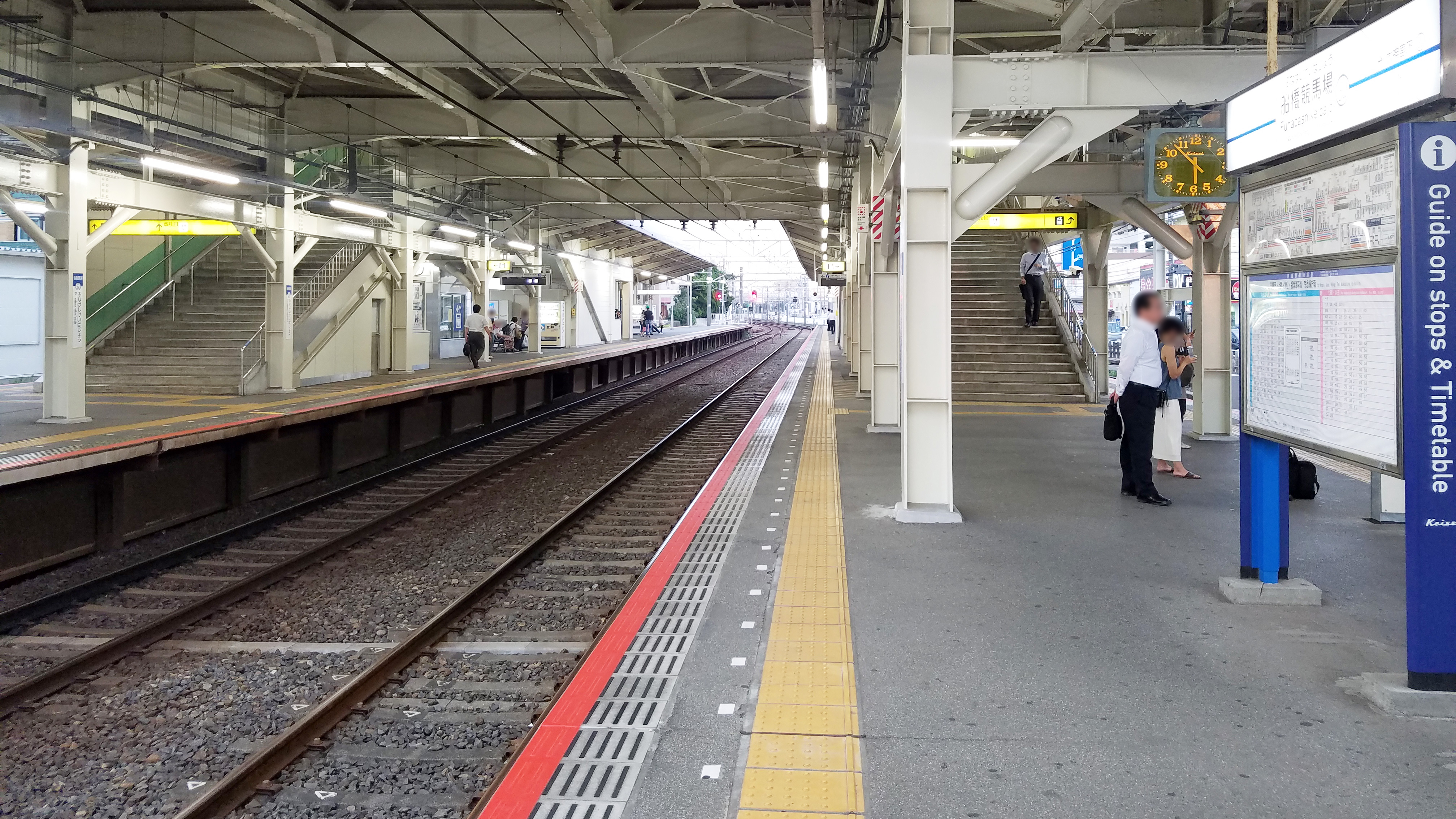
1・2番線ホーム（2017年8月）
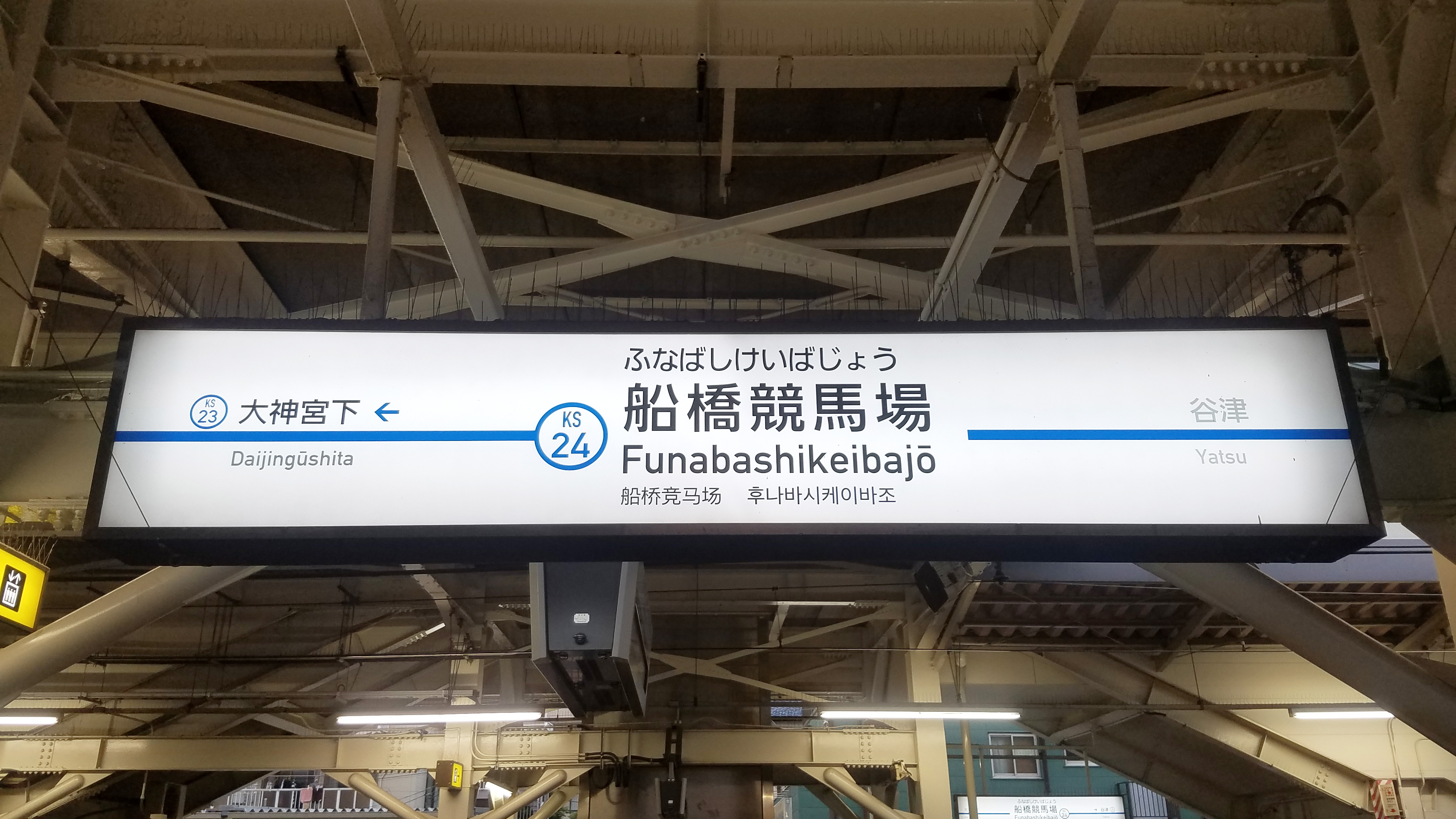
1・2番線駅名標（2017年8月）

## 利用状況
2024年度の1日平均乗降人員は18,907人である。
近年の1日平均乗降人員および乗車人員は下表の通りである。
| 年度               | 1日平均 乗降人員 | 1日平均 乗降人員 | 1日平均 乗車人員 | 1日平均 乗車人員 |
| ------------------ | ---------------- | ---------------- | ---------------- | ---------------- |
| 1995年（平成07年） |                  |                  | 10,338           | [ * 1 ]          |
| 1996年（平成08年） |                  |                  | 10,244           | [ * 2 ]          |
| 1997年（平成09年） |                  |                  | 10,064           | [ * 3 ]          |
| 1998年（平成10年） |                  |                  | 9,700            | [ * 4 ]          |
| 1999年（平成11年） |                  |                  | 9,314            | [ * 5 ]          |
| 2000年（平成12年） |                  |                  | 9,718            | [ * 6 ]          |
| 2001年（平成13年） |                  |                  | 9,432            | [ * 7 ]          |
| 2002年（平成14年） |                  |                  | 9,446            | [ * 8 ]          |
| 2003年（平成15年） | 18,651           | [ 広告 1 ]       | 9,511            | [ * 9 ]          |
| 2004年（平成16年） | 19,241           | [ 広告 2 ]       | 9,722            | [ * 10 ]         |
| 2005年（平成17年） | 19,659           | [ 広告 3 ]       | 9,976            | [ * 11 ]         |
| 2006年（平成18年） | 19,409           | [ 広告 4 ]       | 9,826            | [ * 12 ]         |
| 2007年（平成19年） | 18,804           | [ 広告 5 ]       | 9,488            | [ * 13 ]         |
| 2008年（平成20年） | 19,405           | [ 広告 6 ]       | 9,807            | [ * 14 ]         |
| 2009年（平成21年） | 18,908           | [ 広告 7 ]       | 9,541            | [ * 15 ]         |
| 2010年（平成22年） | 19,080           | [ 広告 8 ]       | 9,620            | [ * 16 ]         |
| 2011年（平成23年） | 18,706           | [ 広告 9 ]       | 9,454            | [ * 17 ]         |
| 2012年（平成24年） | 18,500           | [ 広告 10 ]      | 9,339            | [ * 18 ]         |
| 2013年（平成25年） | 18,718           | [ 広告 11 ]      | 9,451            | [ * 19 ]         |
| 2014年（平成26年） | 19,198           | [ 広告 12 ]      |                  |                  |
| 2015年（平成27年） | 19,847           | [ 広告 13 ]      |                  |                  |
| 2016年（平成28年） | 20,176           | [ 広告 14 ]      |                  |                  |
| 2017年（平成29年） | 20,611           | [ 広告 15 ]      |                  |                  |
| 2018年（平成30年） | 20,872           | [ 広告 16 ]      |                  |                  |
| 2019年（令和元年） | 20,709           | [ 広告 17 ]      |                  |                  |
| 2020年（令和02年） | 15,763           |                  |                  |                  |
| 2021年（令和03年） | 17,122           |                  | 8,642            |                  |
| 2022年（令和04年） | 18,093           |                  | 9,139            |                  |
| 2023年（令和05年） | 18,408           |                  | 9,311            |                  |
| 2024年（令和06年） | 18,907           | [ 京成 1 ]       | 9,551            | [ 京成 1 ]       |

## 駅周辺

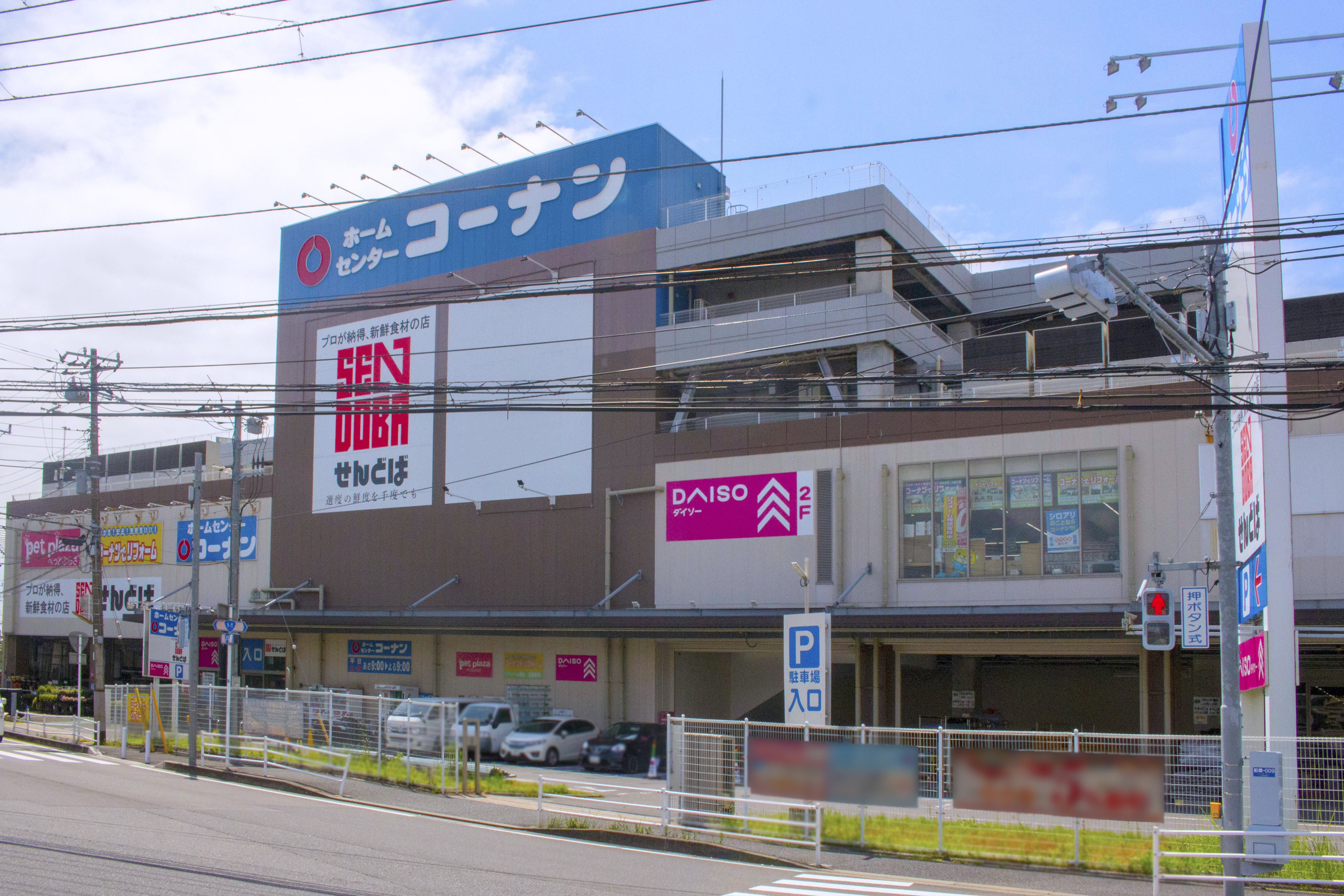
コーナン 船橋花輪インター店

駅北口より約1.3キロメートルの位置に総武線の東船橋駅があり、駅南口より約1 kmの位置に京葉線の南船橋駅がある。駅東側には国道296号、県道8号、県道15号が通る。駅南側には京葉道路（IC）、東関東自動車道（IC）、国道14号（千葉街道）、国道357号（東京湾岸道路）が通る。

### 北口

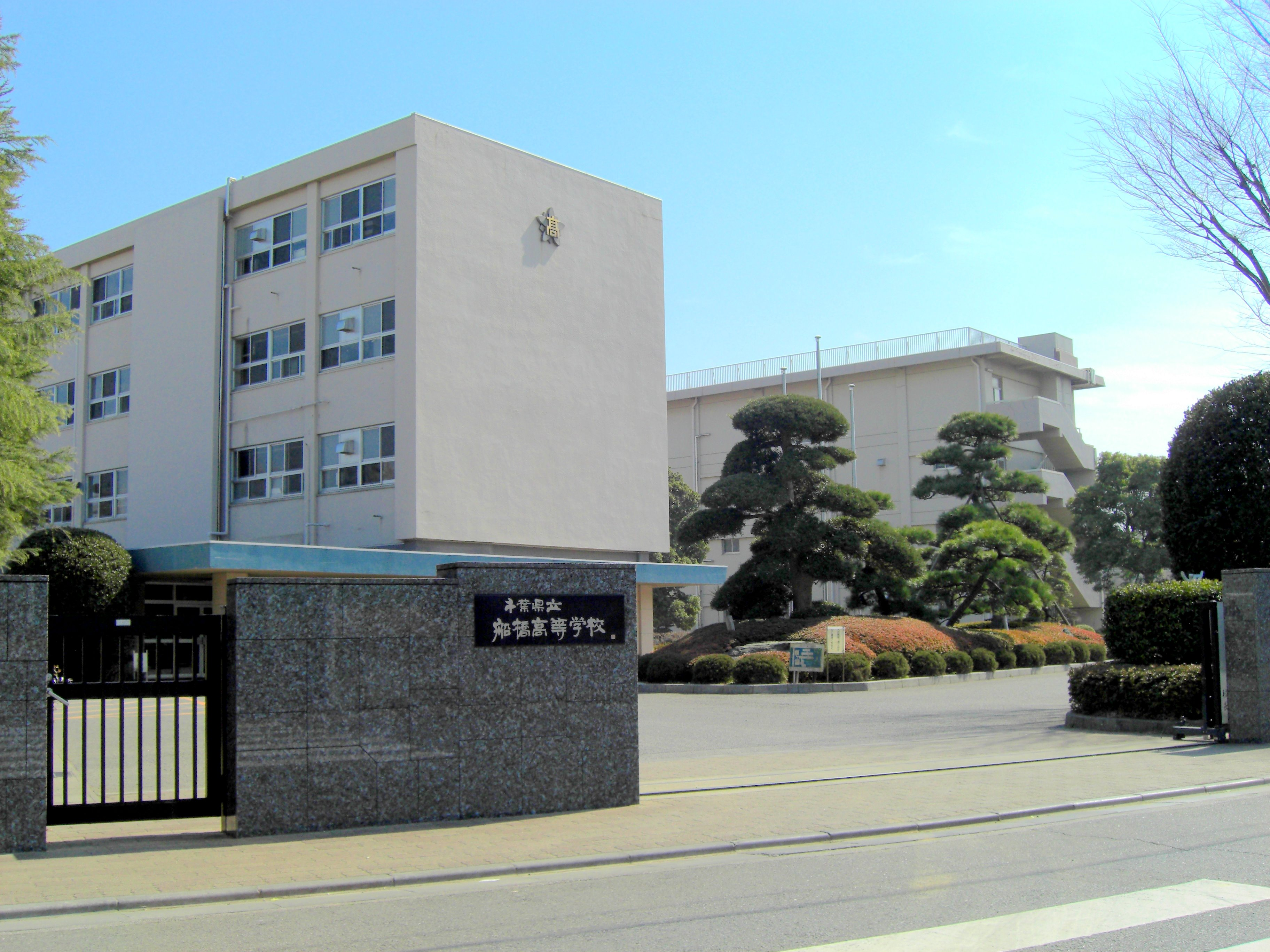
千葉県立船橋高等学校

- 国税庁 船橋税務署
- 千葉県立船橋高等学校
- 船橋市立宮本中学校
- 船橋市立宮本小学校
- 船橋宮本郵便局
- 茂侶神社
- 了源寺

### 南口
- 船橋警察署 浜町交番
- 船橋浜町郵便局
- ららぽーとTOKYO-BAY
- ビビット南船橋
  - スーパーバリュー 南船橋店

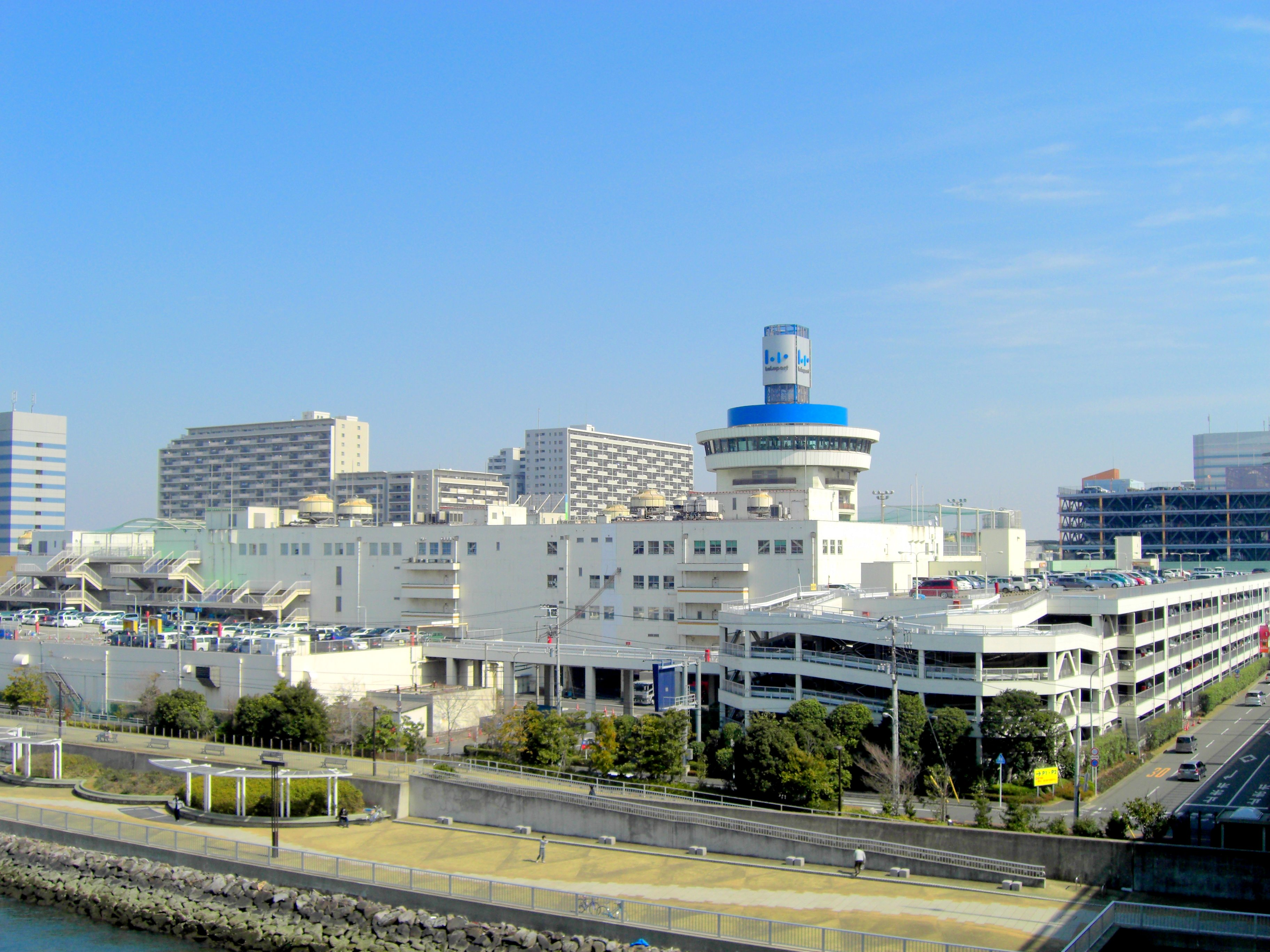
ららぽーとTOKYO-BAY

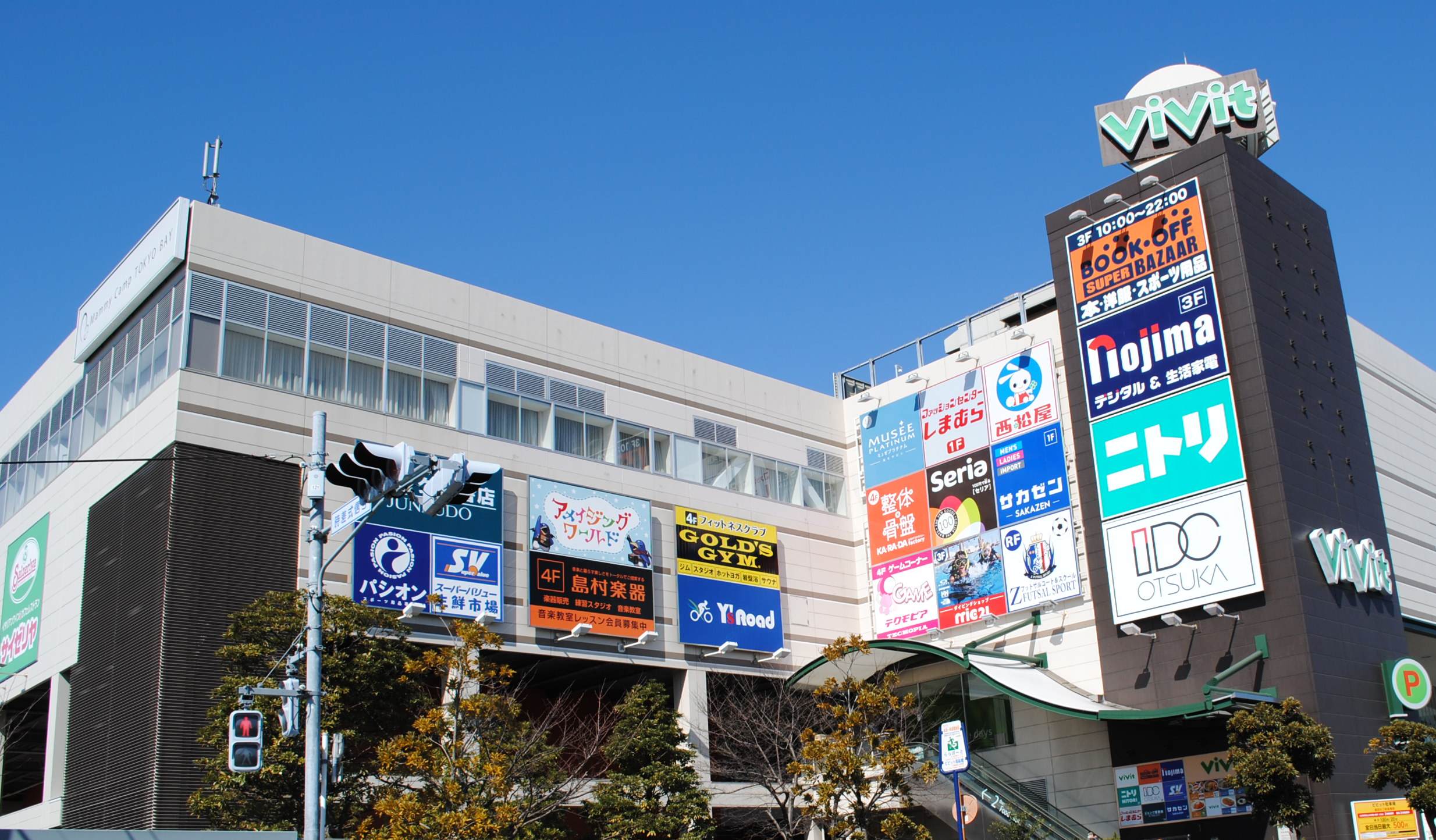
ビビット南船橋

- 京成バス船橋営業所花輪車庫・貸切センター跡地（2015年下記の各店が開業）
  - コーナン 船橋花輪インター店
  - トーホー せんどば船橋店
  - イエローハット 船橋花輪インター店
  - 船橋2りんかん
  - ニコニコレンタカー YH船橋花輪インター店
- IKEA TOKYO-BAY（本社併設）
- ユアサ・フナショク（本社）
- 船橋競馬場
  - 船橋場外（競輪場外車券売場「サテライト船橋」・オートレース場外車券売場「オートレース船橋」）
  - オーケー 船橋競馬場店

## バス路線
| のりば       | 系統 | 主要経由地       | 行先       | 運行会社               | 備考        |
| ------------ | ---- | ---------------- | ---------- | ---------------------- | ----------- |
| 船橋競馬場駅 | 船72 | ららぽーと東口   | 南船橋駅   | 京成バス千葉セントラル | 平日1本のみ |
| 船橋競馬場駅 | 船72 | 大神宮下駅前通り | 京成船橋駅 | 京成バス千葉セントラル | 平日1本のみ |

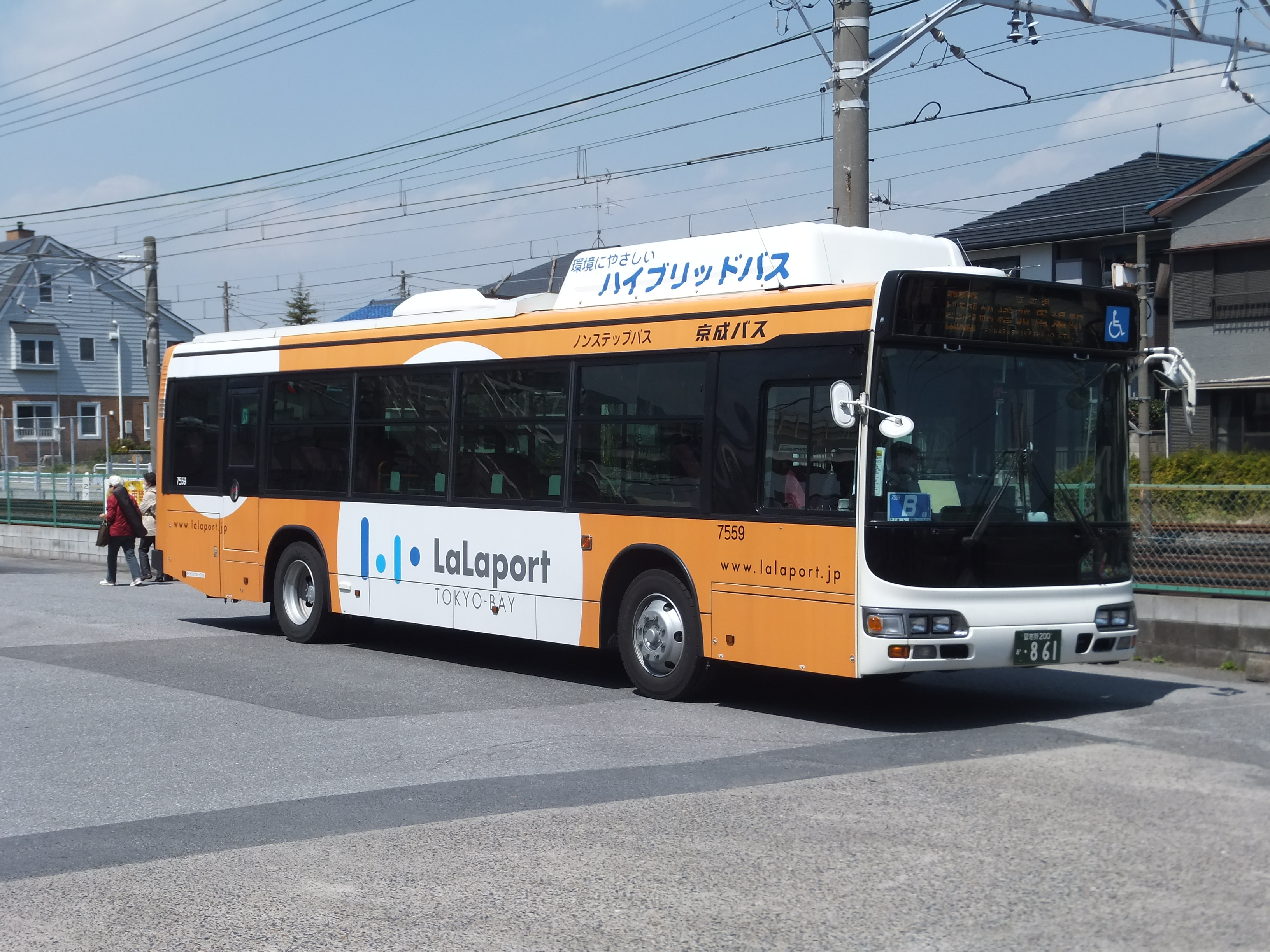
ららぽーとTOKYO-BAYへの無料送迎バス

- 南口よりららぽーとTOKYO-BAYへの無料送迎バスが発着している。

## 隣の駅
京成電鉄
 本線
■快速特急・■特急・■通勤特急
通過（船橋競馬場で大レースが開催される場合は臨時停車することがある）
■快速
京成船橋駅 (KS22) - 船橋競馬場駅 (KS24) - 京成津田沼駅 (KS26)
■普通
大神宮下駅 (KS23) - 船橋競馬場駅 (KS24) - 谷津駅 (KS25)

### かつて存在した路線
京成電気軌道
谷津支線
京成花輪駅 - 谷津遊園地駅